# Doorn
Doorn est un village néerlandais situé dans la province d'Utrecht. En 2017, Doorn comptait 10 067 habitants. Jusqu'en 2006, date de sa fusion dans la nouvelle commune d'Utrechtse Heuvelrug, Doorn était une commune indépendante.
À Doorn se trouve un château connu sous le nom de Huis Doorn, résidence de l'ancien empereur d'Allemagne Guillaume II après son abdication et sa fuite d'Allemagne en 1918.
L'empereur-roi y est mort à l'âge de 82 ans, le 4 juin 1941 après 23 ans d'exil, et y est enterré.

## Villes les plus proches
- Amersfoort (à 14 km N)
- Wijk bij Duurstede (à 13 km S)
- Utrecht (à 25 km NO)
- Arnhem (à 44 km E).

## Villes jumelées
- Victoria, județul Brașov, Roumanie
- Hanau, Allemagne.

## Personnalités

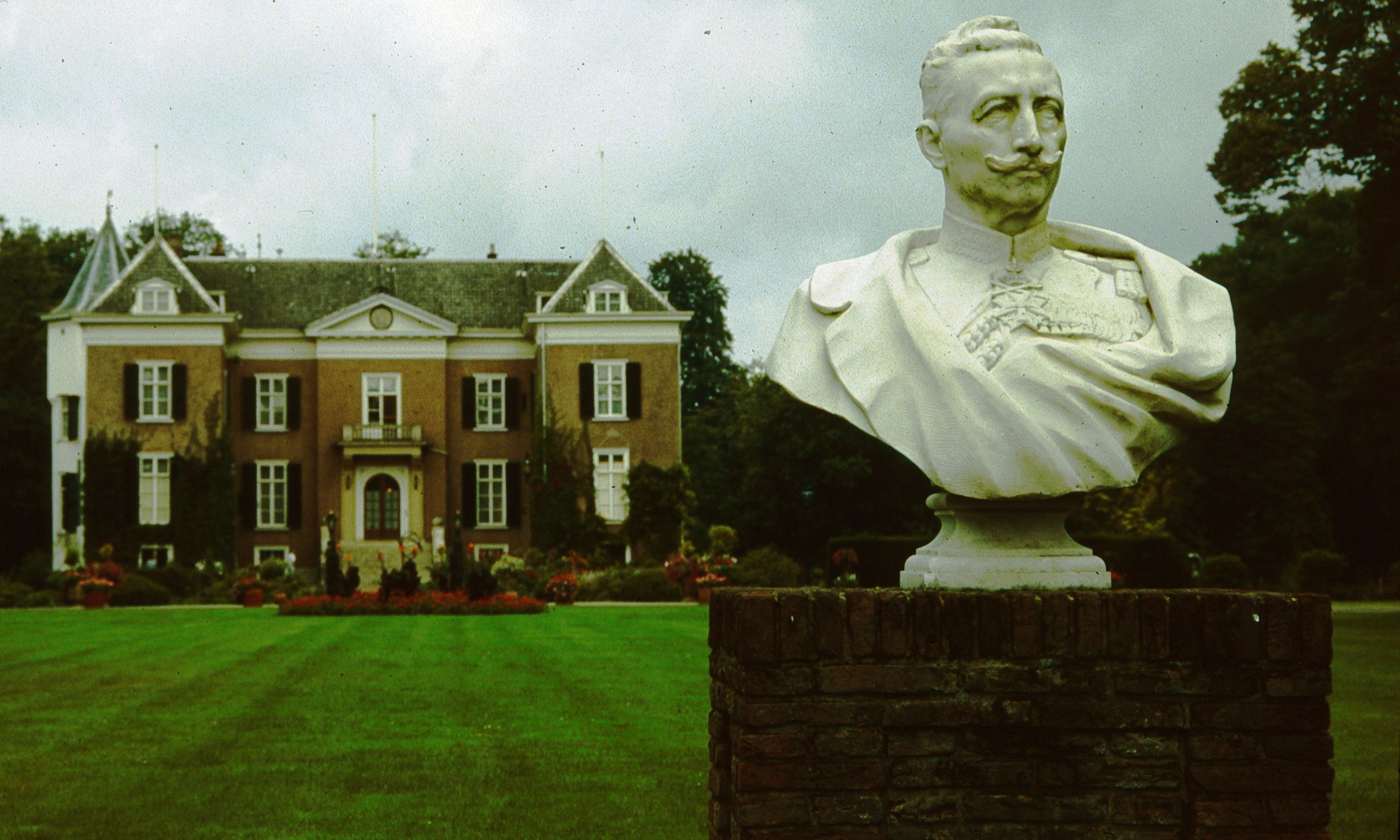
Guillaume II d'Allemagne y a vécu plus de vingt ans, en exil, jusqu'à sa mort.

- Guillaume II d'Allemagne (1859-1941), le dernier empereur allemand et le dernier roi de Prusse (1888-1918).
- Aart Jan de Geus, homme politique néerlandais, né à Doorn le 28 juillet 1955
- Gijs Scholten van Aschat, acteur néerlandais, né à Doorn le 19 septembre 1959